# Jörg Rüpke
Jörg Rüpke (né le 27 décembre 1962 à Herford, en Allemagne) est un spécialiste allemand de religion comparée et de philologie classique, Il a reçu le prix Gay-Lussac Humboldt en 2008, et une bourse Advanced Grant  du Conseil européen de la recherche en 2011. En janvier 2012, Rüpke est nommé par le président fédéral d'Allemagne Christian Wulff au Wissenschaftsrat.

## Éducation
Rüpke étudie la religion comparée, le latin et la théologie à l'université de Bonn, à l'université de Lancaster et à l'université de Tübingen. Il passe sa thèse de doctorat en 1989 à l'université de Tübingen, avec pour sujet de thèse la construction religieuse de la guerre à Rome. Il reste ensuite à l'université pour passer une thèse d'habilitation sur le calendrier romain. Il reçoit son habilitation en religions comparées en 1994, et une habilitation en philologie classique l'année suivante.

## Cursus universitaire
Il enseigne le latin à l'université de Potsdam entre 1995 et 1999, puis il obtient le poste de professeur de religions comparées à l'université d'Erfurt. De 2000 à 2008, il préside le programme prioritaire no 1080 du Deutsche Forschungsgemeinschaft: Roman Imperial and Provincial Religions, auquel de nombreux chercheurs reconnus dans le domaine de la religion ont participé. Depuis 2006, Rüpke fait partie du groupe de recherche 896 du Deutsche Forschungsgemeinschaft Concepts of the Divine and of the World, et, début 2008, codirecteur avec Hans Joas du projet de recherche Religious Individualization in Historical Perspectives, ainsi que membre du Centre Max Weber pour les hautes études en études sociales et culturelles, à l'université d'Erfurt.
Jorg Rüpke est membre de nombreuses universités étrangères et groupes de recherches : il est professeur invité à la Sorbonne, en 2004; invité à l'université Stanford, en 2005; Membre du Humanity Council de l'université de Princeton en 2009; conférencier invité au Collège de France, et à l'université d'Aarhus en 2010, ainsi que professeur honoraire de l'université d'Aarhus et invité à l'université de Chicago en 2011.
Il reçoit le prix franco-allemand Gay Lussac-Humboldt en 2008 pour ses recherches dans le domaine de la religion romaine et sa collaboration importante avec des chercheurs français. Il reçoit aussi le prix du Deutsche Börsenverein en 2010. En novembre 2011, le  Conseil européen de la recherche annonce sa décision de financer le projet de Rüpke Lived Ancient Religion à l'université d'Erfurt avec un Advanced Grant pour favoriser de nouvelles recherches sur la religion antique.
En janvier 2012, il est nommé par le gouvernement allemand au Conseil scientifique Wissenschaftsrat pour conseiller le gouvernement sur les questions du développement académique.
Rüpke est le doyen de la faculté de philosophie entre 2004 et 2007, puis président par intérim de l'Université d'Erfurt à partir du 14 janvier 2008 jusqu'au 1er juillet 2008 où il est remplacé par Kai Brodersen.

## Principales publications
- Jörg Rüpke 1990. Domi militiae: Die religiöse Konstruktion des Krieges in Rom, Stuttgart: Steiner.
- Jörg Rüpke 1995. Kalender und Öffentlichkeit: Die Geschichte der Repräsentation und religiösen Qualifikation von Zeit in Rom. (Religionsgeschichtliche Versuche und Vorarbeiten 40), Berlin: de Gruyter.
- Barchiesi, Alessandro; Jörg Rüpke; Susan Stephens (edd.) 2004. Rituals in Ink: A Conference on Religion and Literary Production in Ancient Rome, Held at Stanford University in February 2002 (Potsdamer altertumswissenschaftliche Beiträge 10), Stuttgart: Steiner.
- Clifford Ando, Jörg Rüpke (eds.) 2006. Religion and Law in Classical and Christian Rome (Potsdamer altertumswissenschaftliche Beiträge 15), Stuttgart: Steiner.
- Corinne Bonnet, Jörg Rüpke, Paolo Scarpi (eds.) 2006. Religions orientales – culti misterici: Neue Perspektiven – nouvelle perspectives – prospettive nuove (Potsdamer altertumswissenschaftliche Beiträge 16), Stuttgart: Steiner.
- Jörg Rüpke 2007. Religion of the Romans. Trsl. and ed. by Richard Gordon. Cambridge: Polity Press.
- Jörg Rüpke (ed.) 2007. A Companion to Roman Religion. Blackwell Companions to the Ancient World. Ed. By Jörg Rüpke. Malden, MA/Oxford: Blackwell.
- Jörg Rüpke 2008. Fasti sacerdotum: A Prosopography of Pagan, Jewish, and Christian Religious Officials in the City of Rome, 300 BC to AD 499. Biographies of Christian Officials by Anne Glock. Trsl. by David Richardson. Oxford: Oxford University Press.
- Jörg Rüpke, John Scheid (eds.) 2009. Bestattungsrituale und Totenkult in der römischen Kaiserzeit/Rites funéraires et culte des morts aux temps impériales (Potsdamer altertumswissenschaftliche Beiträge 27), Stuttgart: Steiner.
- Jörg Rüpke 2011. The Roman Calendar from Numa to Constantine: Time, History, and the Fasti. Trsl. David M. Richardson. Boston: Wiley-Blackwell.
- Jörg Rüpke 2011. Von Jupiter und Christus: Religionsgeschichte in römischer Zeit, Darmstadt: Wissenschaftliche Buchgesellschaft.
- Jörg Rüpke 2012. Rationalization and Religious Change in Republican Rome. Pennsylvanie : University of Philadelphia Press.